# Toronto Arrows
Toronto Arrows fue un equipo profesional de rugby, ubicado en la ciudad de Toronto, en Ontario, Canadá, y que disputó la Major League Rugby.
Posterior a la finalización de la temporada 2023 de la Major League Rugby el club cesó sus funciones, dejando a Canadá sin representantes en el torneo norteamericano de rugby.

## Historia
Ingresó como miembro de la Major League Rugby en 2019.

### Estadio
Su sede es el Estadio Lamport con capacidad para 9.600 espectadores sentados y es el tercero más grande la competición.